# Jean VIII d'Alexandrie
Pour les articles homonymes, voir Jean VIII.
Jean VIII d'Alexandrie est un  patriarche copte d'Alexandrie du 9 février 1300 au 29 mai 1320.